# Karen Susman
Karen Susman, eg. Karen Hantze, 1961 gift Susman. Född 11 december 1942, San Diego, Kalifornien, USA. Amerikansk högerhänt tennisspelare.

## Tenniskarriären
Karen Susman tillhörde under första halvan av 1960-talet världseliten i damtennis. Under sin karriär vann hon fyra Grand Slam-titlar, varav en i singel och tre i dubbel.
Susman gjorde debut i Wimbledonmästerskapen 1960 som 17-åring, och nådde ända till kvartsfinalen i singeltävlingen. Sin första titel i en Grand Slam-turnering erövrade hon 1961 i Wimbledonmästerskapen i dubbel tillsammans med amerikanskan Billie Jean King. Amerikanskorna besegrade det australiska paret Jan Lehane och Margaret Smith Court med 6-3, 6-4. Säsongen 1962, hon var då 19 år gammal, var hon seedad nummer 8 i damsingel i Wimbledon. Mot förväntan nådde hon finalen, där hon ställdes mot den 11 år äldre tjeckiska mästarinnan Vera Sukova. Susman vann i två raka set med siffrorna 6-4, 6-4 och tog därmed sin enda singeltitel i en Grand Slam-turnering. Hon följde upp sin seger i samma turnering genom att också ta dubbeltiteln, även denna gång tillsammans med Billie Jean King. I finalen besegrades det sydafrikanska paret Sandra Reynolds Price och Renée Schuurman, båda flerfaldiga Grand Slam-vinnare i dubbel. Segersiffrorna i den mycket jämna matchen blev 5-7, 6-3, 7-5.
1964 var Susman och King åter i dubbelfinal i Wimbledon, men förlorade denna gång mot det starka australiska paret Lesley Turner och Margaret Smith Court. Susman och King fick senare på året revansch i Amerikanska mästerskapen, genom att i finalen i damdubbel besegra samma spelare (3-6, 6-2, 6-4).
Karen Susman deltog i det amerikanska Wightman Cup-laget 1960-62 och 1965. Hon spelade för USA i Fed Cup 1964. Hon vann därvid alla sina fyra matcher, det var samtliga i dubbel tillsammans med Billie Jean King. Trots hennes insatser förlorade USA det året världsfinalen mot Australien med 2-3.

## Spelaren och personen
Karen Susman tränades av den framgångsrika coachen Eleanor Tennant, som bland andra tidigare också tränat Alice Marble och Maureen Connolly, båda flerfaldiga Grand Slam-vinnare. Susman var en kraftigt byggd, aggressivt attackerande spelare med ett utsökt volleyspel framme vid nät.
Hon gifte sig 1961, redan som 19-åring med Rod Susman och paret bosatte sig på en ranch. Den mycket lovande Karen Susman nådde möjligen aldrig upp till sin fulla potential som tennisspelare, eftersom hon tidigt valde att satsa på familjen i första hand. Karen Susman arbetar numera som tennistränare. Hon besväras sedan lång tid av mycket besvärande värk i fötterna. Denna är periodvis så svår att hon ibland inte ens kan motionsspela tennis.

## Grand Slam-titlar
- Wimbledonmästerskapen
  - Singel - 1962
  - Dubbel - 1961, 1962
- Amerikanska mästerskapen
  - Dubbel - 1964